# Joan Deixeble d'Epifani
Joan Deixeble d'Epifani és un suposat escriptor grec al que s'atribueix haver escrit una biografia d'Epifani I de Constància (Salamina (Xipre)). Aquesta obra publicada en llatí sota el nom de De Vitis Sanctorum o De Probatis Sanctorum Vitis, hauria estat escrita per un deixeble del sant xipriota de nom Joan. En realitat l'autor verdader no es coneix, i la mateixa biografia no correspon a fets reals.